# Rabarbaro Bergia
Le Rabarbaro Bergia est un amer italien à base de rhubarbe, comme son nom l'indique.
Il est aujourd'hui propriété du groupe Montenegro, et est donc fabriqué à Zola Predosa en Émilie-Romagne par la distillerie Stanislao Cobianchi.
C'est un digestif sec et amer.

## Histoire
Il fut créé à Turin par les époux Bergia en 1870 et fabriqué par l'entreprise Coniugi Bergia (époux Bergia), entreprise de vins et vermouths à Turin.

## Caractéristiques
Titrant 16°, il est de couleur ambre foncé, avec une forte odeur de caramel et saveur amère caractéristique de la rhubarbe. Il peut se consommer sec ou avec des glaçons, comme digestif ou apéritif. Le rabarbaro Bergia contient des pétioles de rhubarbe, mais aussi une infusion des rhizomes de la plante et des huiles essentielles. Il peut aussi se boire allongé d'eau de Seltz comme boisson rafraichissante ou avec de l'eau chaude et une écorce de citron en tant que punch.

## Publicité
On peut trouver de nombreux objets publicitaires dans les brocantes avec les slogans et visuels de la marque, notamment:
"Il vero amico del fegato" (Le véritable ami du foie) après-guerre, "Un po' più rabarbaro" (Un peu plus rhubarbe) des années 80.